# حياة أرسينيف

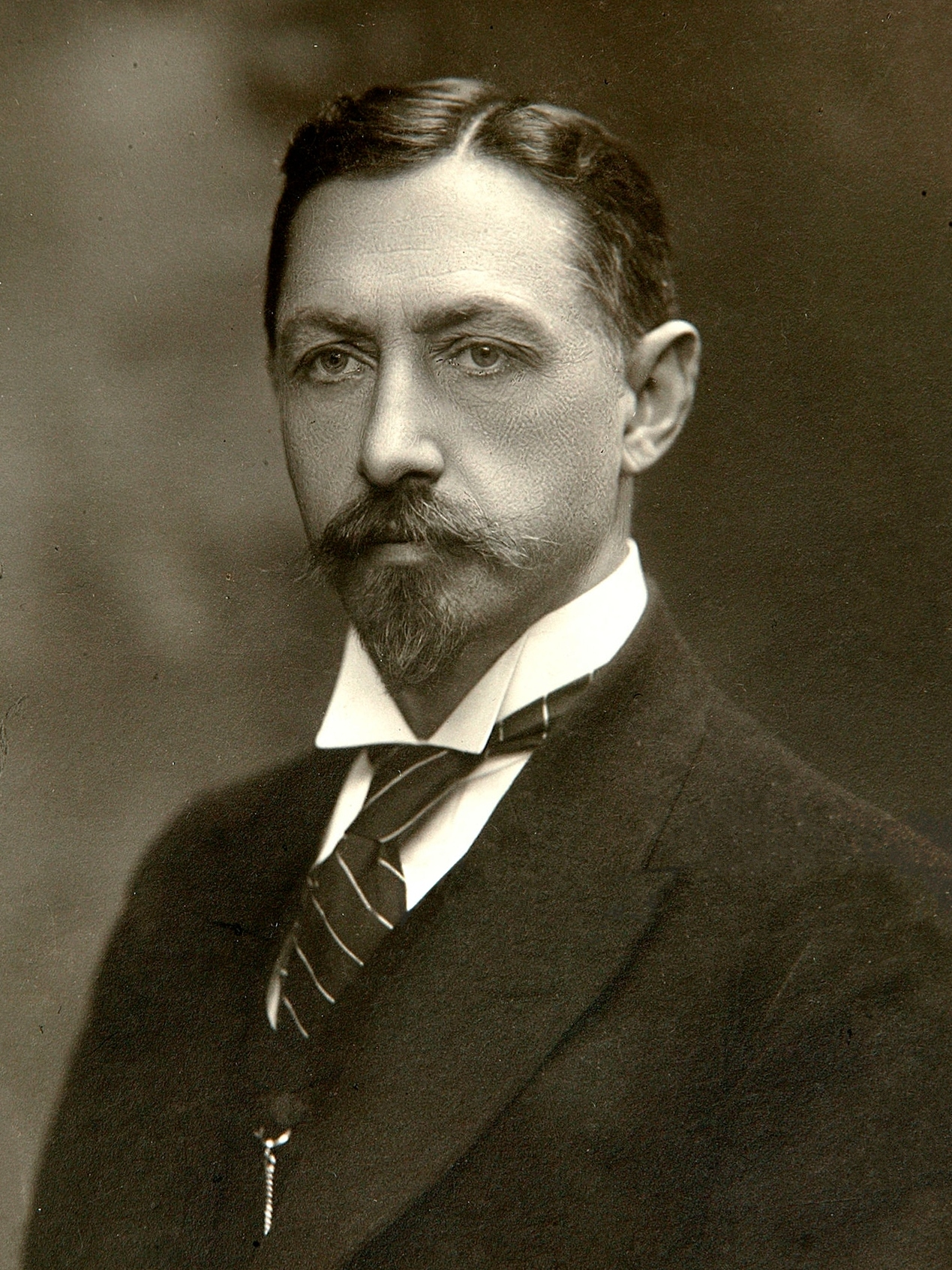
إيفان بونين (1870 - 1953)

حياة أرسينيف (بالروسية: Жизнь Арсеньева. Юность) للكاتب الروسي إيفان بونين بدأ كتابة فصولها الأولى عام 1927 وانتهت بحلول عام 1933، وكانت سبباً في حصول بونين على جائزة نوبل في الأدب عام 1933. استغرق الكاتب الكثير من الوقت والجهد في كتابتها وإعادة كتابة بعض الفصول عدة مرات، وتنقيح اللغة، في محاولة لتحقيق الكمال. وقال الأصدقاء المقربون للكاتب، في وقت لاحق في ذكرياتهم من الكاتب، أن الرواية أعطت لبونين أوقات صعبة للغاية. عندما منح بونين جائزة نوبل للآداب «لموهبته الأدبية المَهيبة، التي يطور بها تقاليد النثر الروسي الكلاسيكي»، احتدمت السلطات الستالينية عليه غيظا، ولا سيما أنه كان أول أديب روسي ينالها، وأحيط ذلك بجدار من الصمت المحكم في الاتحاد السوفييتي. لم يُسمح بطبع أعماله في الاتحاد السوفييتي طوال ثلاثة عقود، ولم يبدأ ذلك إلا بعد وفاته هو ووفاة ستالين في سنة 1953. وحدث ذلك في عهد نيكيتا خروشوف، في سنة 1956. لكن طباعة كتابه «الأيام اللعينة» لم تبدأ إلا في سنة 1988 بعد إعلان «البيريسترويكا» (إعادة البناء) في عهد الزعيم السوفييتي ميخائيل غورباتشوف.
يرى الكثيرون أنها أهم أعمال بونين المكتوبة في المهجر وإنها روايته الكاملة الوحيدة.
تدور أحداث الرواية حول اليكسي الكسندروفيتش أرسينيف النبيل الروسي أثناء أحداث ثورة فبراير وهروبه إلى الخارج. ويكرس الكتاب لحياته كلها، بدءا من وصف أيام الطفولة وتنتهي مع الوقت الذي يقضيه في أرض أجنبية.

## ملخص الرواية
الكتاب الأول: ولد أليكسي في السبعينات من القرن التاسع عشر في روسيا. والده الكسندر سيرجيفيتش الذي يملك مزرعة في كامنكا، حيث قضى أليكسي طفولته في هدوء الطبيعة الروسية. أخذت الأم مكانة خاصة في حياته، وقال انه يشعر أنه لا ينفصل عنها، والأب فتنه حبه للحياة، وكانت الشقيقة الصغرى أولغا أفضل صديق له. ثم ظهر المعلم الأول أليوشا باسكاكوف. ترك أليكسي أسرته الغنية في شبابه بعد مشاجرة مع والده، ونتيجة لذلك تم حرمانه من الميراث. يضطر باسكاكوف إلى التجول في جميع أنحاء العالم. سرعان ما يصادف أليكسي أول حادثة موت – حيث توفيت بشكل غير متوقع شقيقته الأصغر ناديا. بعدها، توفيت الجدة، وبعد ذلك تلقى أرسينيف التركة كميراث. بعد هذه التجربة، بدأ أليوشا في قراءة الكتب عن الشهداء والقديسين. وبعد بضعة أشهر فقط عاد إلى الشعر والخيال. وانتهت أيام الطفولة والتواصل مع الأسرة وباسكاكوف.
الكتاب الثاني: تتغير حياة أرسينيف يتغيراً جذريا. يصف الكاتب كيف أخذ الوالدان أليكسي إلى مالك الأرض روستوفتسيف في المدينة، وهو رجل طويل القامة يتبع قواعد الحياة الصارمة، فخورا بأصله الروسي، وفي منزله يجب أن يعيش الصبي أثناء دراسته في صالة الألعاب الرياضية. لم يحب المكان الجديد، ولم يعثر على أصدقاء بين أقرانه، والمعلمين كانوا شخصيات مملة. كان الصبي يحلم بإجازة عندما عاد إلى البيت. وكانت أسرته في ذلك الوقت قد انتقلت بالفعل إلى حوزة باتورينو، الموروثة من جدته. ولم يكن هناك ما يكفي من المال.
عندما بلغ أليكسي 14 سنة من العمر، ألقي القبض على أخيه الأكبر جورج، الذي اتهم بالتورط مع الثوار. بالنسبة إلى أليوشا، كانت هذه صدمة. وبعد عام ترك الصبي صالة الألعاب الرياضية وعاد إلى دياره، ليوبخه الأب.
فكر الشاب كثيرًا في الحياة والموت، وكان كثير القراءة وكان قليل الاتصال مع الغرباء. سرعان ما وقع في الحب، وتزوج شقيقة نيكولاس، المرأة الألمانية، التي كان لها بعض الأملاك. كان أليكس يحب الشتاء وساعده هذا الشعور على النجاة من خسارة أخرى حيث توفي قريب بعيد له.
الكتاب الثالث: بعد الجنازة تتغير حياة أرسينيف مرة أخرى. تحدث ضربة أخرى للفتى البالغ من العمر خمسة عشر عاماً حيث ينفصل عن حبيبه. حتى نشر مجموعته الأولى من القصائد لا يرضيه. كان والده، منذ فترة طويلة، قد ترك الشؤون الاقتصادية وأصبح يقضي معظم الوقت في حالة سكر. رأى أليوشا كيف أن أرسنيف يغرق تدريجياً، وبأسف فكر في مصير الأم العجوز والأخت أولغا. وكان هو نفسه لديه وقت صعب.
قضى اليكسي الصيف في ملكية شقيقه نيكولاي، حيث عمل مع الفلاحين. في الخريف ذهب إلى المدينة لبيع الحصاد. كل هذا أدى تدريجيا إلى رغبة الشاب في مغادرة وطنه باتورينو. بعد سنة، اشترى نيكولاس عقارًا مجاورًا، وأصطحب اليكسي معه. استأجر الأخ الشابة المتزوجة تونكا، وبدأ اليكسي على الفور كتابة رواية بطلها يتحدث عن شغفه كجنون. لقد انتظر اللقاءات بفارغ الصبر، ومات من الغيرة. أدركت تونكا تدريجياً كم أحبها اليكسي وبدأت في تعذيبه.
الكتاب الرابع: فكر أليكسي في مغادرة المنزل المدمر والبدء في العيش بشكل مستقل. يذهب البطل إلى أوريل، حيث سيعمل في صحيفة جولوس المحلية. ومع ذلك، وصل اليكسي في وقت متأخر من المحطة وعثر فقط على قطار إلى خاركوف. فجأة، قرر البطل الذهاب إلى هناك حيث يعيش الأخ غريغوري. بمجرد وصول الشاب إلى خاركوف صادف موجة من الانطباعات والمعارف الجديدة. كان أصدقاء غريغوري مختلفين عن بيئة القرية. شارك العديد منهم في أعمال الشغب وكانوا متسامحين ومباشرين، وتحدثوا عن مستقبل روسيا، ووضعوا الخطط، وكانوا يقاتلون من أجل جمهورية دستورية. لم يعجب أليكسي بما حوله، ولكن لم يكن له خيار. مر الشتاء وأليكس يقضي الكثير من الوقت في المكتبة العامة، وشقيقه في مجلس المقاطعة. تبين أن غريغوري يعيش مع امرأة متزوجة تشاركه أفكاره. قرر أليكس العودة إلى وطنه في باتورينو، وفي الطريق يتعرف على محرر صحيفة «جولوس» ناديجدا أفيلوفا، ويتعرف على ليكا أوبولينسكايا، ويقع في حبها.
الكتاب الخامس: مر الخريف، وفي أحد الأيام، دعا والد ليكا اليكسي إلى المنزل وأعلن أنه لن يوافق على زواجهما، لأنه لا يريد أن تعيش ابنته في فقر. عندما علمت ليكا بهذا الأمر، قالت إنها لا تستطيع أن تعارض إرادة والدها. ومع ذلك، في شهر نوفمبر، أصبح الأصدقاء مرة أخرى أصدقاء، عندما انتقل أليكس أخيراً إلى اوريل لكن الشباب لم يتوصلوا إلى تفاهم متبادل. ونتيجة لذلك، غادرت ليكا مع والدها اوريل. تعذب اليكسي بشعور بالوحدة بدأ الكتابة مرة أخرى، وأيضا لم يرض عن كتاباته. مع مرور الوقت يقرر أليكسي السفر إلى موسكو.

## نقد وتعليقات
لم تكن «حياة أرسينيف» سيرة ذاتية، كما حرص بونين ومورومتسيفا-بونينا على تأكيد ذلك، بل هي عملًا خياليًا تتخللها تفاصيل سيرته الذاتية، وليست بالضرورة متطابقة ترتيبًا زمنيًا. وصف فلاديسلاف خوداسيفيتش الكتاب بأنه «سيرة ذاتية لشخصية مختلقة». قال بونين عام 1933: «يميل الجميع إلى قراءة قصة حياة أرسينيف باعتبارها سردًا لحياتي. ليس الأمر كذلك. الواقع هو شيء لا أستطيع تمامًا الكتابة عنه بشكل مباشر. حتى البطلة هنا مصنوعة. ولكنني منغمسًا في كيانها، وأصبحت أؤمن بها، كما لو كانت شخصًا حقيقيًا، وكان هذا الاعتقاد قويًا لدرجة أنني لم أقوى على منع نفسي من البكاء وأنا أكتب عنها. لقد زارتني في الأحلام».
كتب وليد الأسطل على موقع «رأي اليوم» وأيضا على موقع صحيفة العرب اللندنية في 9 مايو 2022: «في رواية حياة ارسينيف يتميز الراوي عن بونين باسمه وبوجوده. لاحظ المتخصصون، فجوات هنا وهناك بين حياة المؤلف والراوي. تتعلق هذه الاختلافات أحيانًا بالتفاصيل، وأحيانًا بأحداث مهمة. ومع ذلك، فإن المادة، على الرغم من تنقيحها، هي سيرة ذاتية قوية للغاية بحيث لا يمكن اعتبارها ذكريات»، ويتابع الكاتب قائلاً: «على الرغم من أن هذا النص غالبًا ما ينبض بقوة شابة، بآماله وعجائبه وعواطفه، إلا أن الموت يحتل بالضرورة مكانًا مهمًا فيه. تجسده ثلاث شخصيات بشكل خاص (من بين أمور أخرى): الدوق الأكبر نيكولا، للجانب الجماعي، العم من جانب الأسرة، والزوجة من الجانب الشخصي»، ويقول الكاتب في نهاية مقاله: «لقد أثرت في كثيراً رواية حياة أرسينيف، أدركت ذلك بوضوح وأنا أكتب هذه المقالة، وأنا استحضر ما يمكنني استحضاره من أحداثها. تذكرت أنني عند قراءتها، وجدتني أعايش تلك اللحظات التي لا تهم فيها أصالة النص وحداثته، وأفكاره، ومبادئه، وحبكته. وهي لحظات نادرة جدًا في حياة الناقد».

## وصلات خارجية
https://www.elbalad.news/5036673 حياة أرسينيف
https://www.albawabhnews.com/1595548 حياة أرسينيف